# 克拉斯诺亚尔斯克航空 (1993年)
克拉斯诺亚尔斯克航空（KrasAir）曾是一家总部设在西伯利亚克拉斯诺亚尔斯克的俄罗斯航空公司，其枢纽机场是克拉斯诺亚尔斯克叶梅利亚诺夫国际机场。